# Forglen House

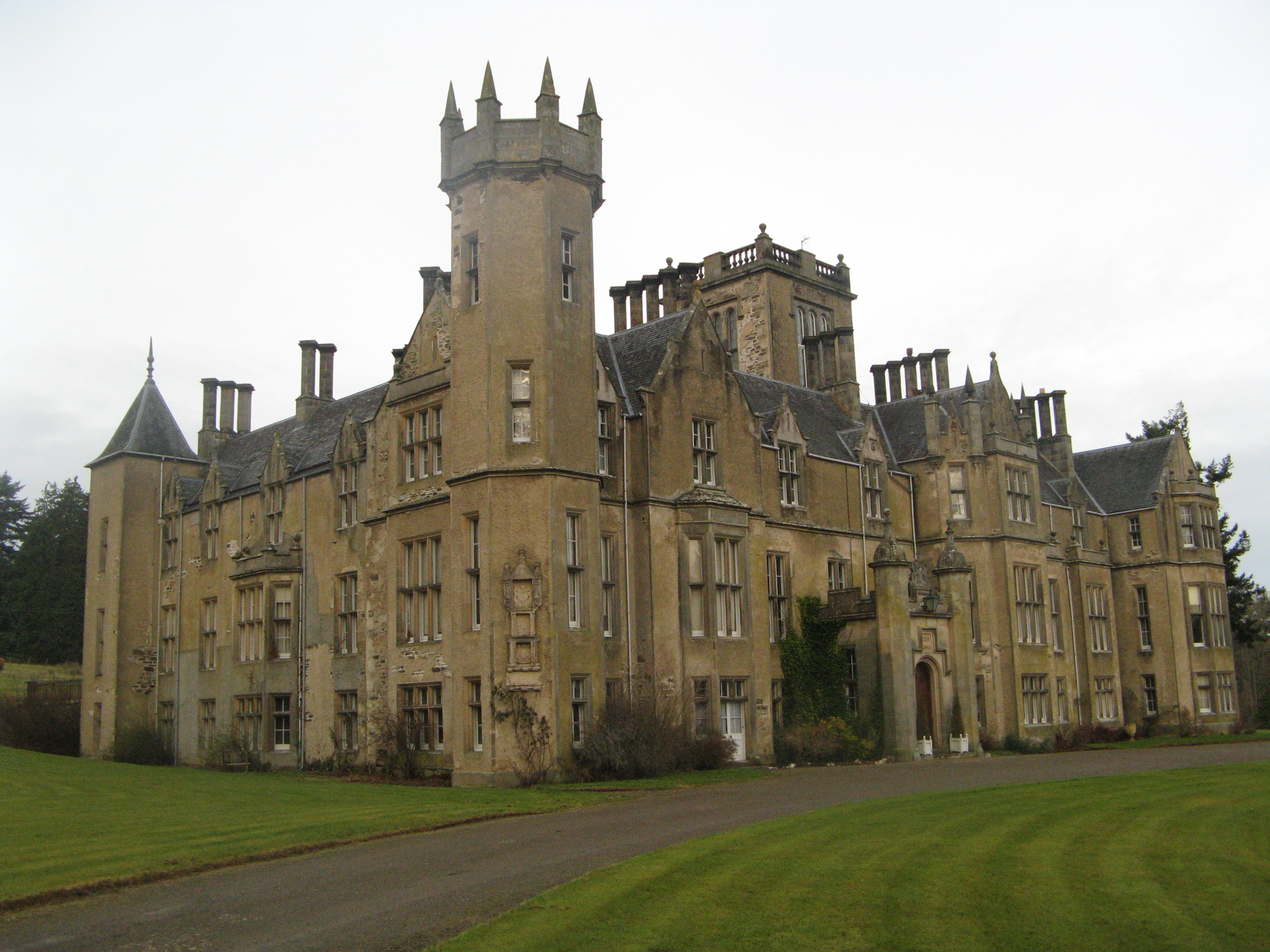
Forglen House

Forglen House ist ein Landhaus nordwestlich von Turriff im schottischen Aberdeenshire. Schon vor dem Jahr 1211 gab König Wilhelm der Löwe die Ländereien, auf denen das Haus heute steht, an die Arbroath Abbey. Die ursprünglich 1346 errichtete Burg wurde durch ein landestypisches, mit Harl verputztes Haus ersetzt, das später erweitert wurde. Die wesentliche Entwicklung des Anwesens begann, nachdem die Familie von Lord Banff es erworben hatte: Sie ließen es gärtnerisch gestalten und Bäume anpflanzen. Forglen wurde im 18. Jahrhundert ihr hauptsächlicher Familiensitz. Nach dem Tod von William Ogilvy, 8. Lord Banff, fiel das Anwesen durch Heirat an die Baronets Abercromby, die es erweiterten und weiterhin als Familiensitz nutzten. Sir Robert Abercromby, 5. Baronet, beauftragte John Smith aus Aberdeen, 1839 das heutige Haus zu planen, das 1842 fertiggestellt wurde.
Forglen House verkauften die Abercrombys 1974, aber es verblieb in privater Hand. Es ist öffentlich nicht zugänglich, auch wenn das Grundstück betreten werden darf und einige Bauernhöfe um das Landhaus, sowie eine der Lodges, als Feriendomizil vermietet werden.
Das Landhaus hat Historic Scotland als historisches Bauwerk der Kategorie A gelistet. Einige weitere Gebäude auf dem Gelände, zum Beispiel die Stallungen und ein neugotisches Mausoleum werden als historische Gebäude der Kategorie B geführt. Die Gärten sind im Inventory of Gardens and Designed Landscapes in Scotland erwähnt, da sie in den meisten Bereichen bemerkenswert sind.

## Geschichte
Das Anwesen Forglen (schottisch-gälisch: Foithir Gleann, dt.: „Höhle des Tales“) war eines der Landstücke, die König Wilhelm der Löwe von 1211 den Ländereien der Arbroath Abbey hinzufügte. Urkundlich ist verzeichnet, dass das Monymusk-Reliquiarvermutlich in Forglen aufbewahrt wurde. Die jeweiligen Pächter des Anwesens schuldeten als Untervasallen des Abtes Heerfolge unter dem Banner der Abtei. Nach der Auflösung der Abtei im Rahmen der Reformation wurde 1608 James Hamilton, 2. Marquess of Hamilton mit den Ländereien der Abtei, die nun eine feudale Baronie bildeten, und erwarb damit auch die Lehnshoheit über Forglen. 1641 erwarb William Murray, 1. Earl of Dysart, 1642 Patrick Maule of Panmure, der spätere 1. Earl of Panmure, die Lehnshoheit über die Baronie.
Die ersten urkundlich bekannten Pächter von Forglen waren 1315 Sir Thomas of Monymusk und sein Sohn Malcolm. Malcolm folgte vermutlich dessen Sohn, John, nach, der 1387 starb. Die folgenden Generationen hatten keine männlichen Erben und so erbten die Töchter die Ländereien. 1414 fiel das Erbe an Alexander Irvine of Drum. Das Land blieb bis 1624 im Besitz der Familie Irvine, dann verkauften sie es an die Familie Urquhart of Craigfintray. George Ogilvy, der später zum Lord Banff erhoben wurde, erwarb das Anwesen von Forglen 1637.
Die Ogilvys waren Royalisten und ihre Besitzungen einschließlich Forglen wurden 1640 von Streitkräften der Covenanters unter der Führung von General Robert Munro angegriffen. Der Hauptfamiliensitz der Ogilvys war damals Inchdrewer Castle und so scheint es bis 1713 geblieben zu sein, als George Ogilvy, 3. Lord Banff, dort bei einem Brand starb. Sir Alexander Ogilvy, 1. Baronet, war der zweite Sohn von George Ogilvy, 2. Lord Banff, und wird in einer 1702 ratifizierten Urkunde mit der Unterschrift von Königin Anne als „Alexander Ogilvy of Forglen“ bezeichnet. Er nahm nach seiner Ernennung zum Senator of the College of Justice 1706 den Titel Lord Forglen an.
Im 18. Jahrhundert wurde Forglen der Hauptsitz der Familie Ogilvy. Dies war der Beginn einer bemerkenswerten Entwicklung des Anwesens. Alexander Ogilvy, 7. Lord Banff, der das Anwesen 1727 von seinem Großvater erbte, ließ mit der Pflanzung von Bäumen und anderen Gewächsen beginnen. Er starb in Forglen am 1. Dezember 1771. Da Alexanders ältester Sohn, ebenfalls Alexander, vor seinem Vater gestorben war, erbte sein zweiter Sohn, William, und wurde 8. Lord Banff. William, ein früherer Captain der British Army, der unter dem Duke of York and Albany gedient hatte, setzte die Entwicklung von Forglen bis zu seinem Tod am 4. Juni 1803 fort. Dann erbte Williams Schwester, Lady Jane Abercromby, die Sir George Abercromby of Birkenbog geheiratet hatte, die Ländereien und der Titel des Lord Banff erlosch.
Den Baronets Abercromby gehörte eine große Zahl von Immobilien in Irland, da sie den größten Teil der Stadt Fermoy Anfang des 19. Jahrhunderts vom schottischen Geschäftsmann John Anderson gekauft hatten. Seit 1814 diente Forglen als Hauptfamiliensitz der Abercrombys. 1877 kaufte sie auch Dunlugas House auf der anderen Seite des Flusses Deveron. Lady Jane Abercrombys Sohn, Sir Robert Abercromby, 5. Baronet, setzte den Ausbau des Anwesens Forglen fort, indem er den Bau eines neuen Landhauses und verschiedener anderer Gebäude in Auftrag gab.
Im Zweiten Weltkrieg war Forglen ein Gebiet, auf dem eine Auxiliary Unit patrouillierte. Auxiliary Units waren streng geheime Widerstandsorganisationen, die an der gesamten Ostküste des Vereinigten Königreiches gebildet wurden. Wenn Deutschland eine Invasion begonnen hätte, hätte sich die Streife in einer Operationsbasis versteckt. Wenn die Invasion ein bis zwei Wochen lang abgeschlossen gewesen wäre und sich die Wogen geglättet hätten, wäre diese Streife des Nachts herausgekommen und hätte Guerillaanschläge verübt. Mitglieder der Streifen wurden als Sprengstoffexperten ausgebildet und waren im Vergleich mit den normalen Soldaten der British Army gut bewaffnet. Untersuchungen des Coleshill Auxiliary Research Teams deckten die Namen der Streifenmitglieder auf, ebenso wie die ungefähre Lage ihrer Operationsbasis auf dem Anwesen.
Sir Robert Alexander Abercromby, 9. Baronet, starb am 19. Oktober 1972 und das Anwesen wurde 1974 zum Verkauf angeboten. 2007 gehörte es Tristan Russell und seiner Familie, die es irgendwann vor 1994 erworben hatten.

## Landhaus

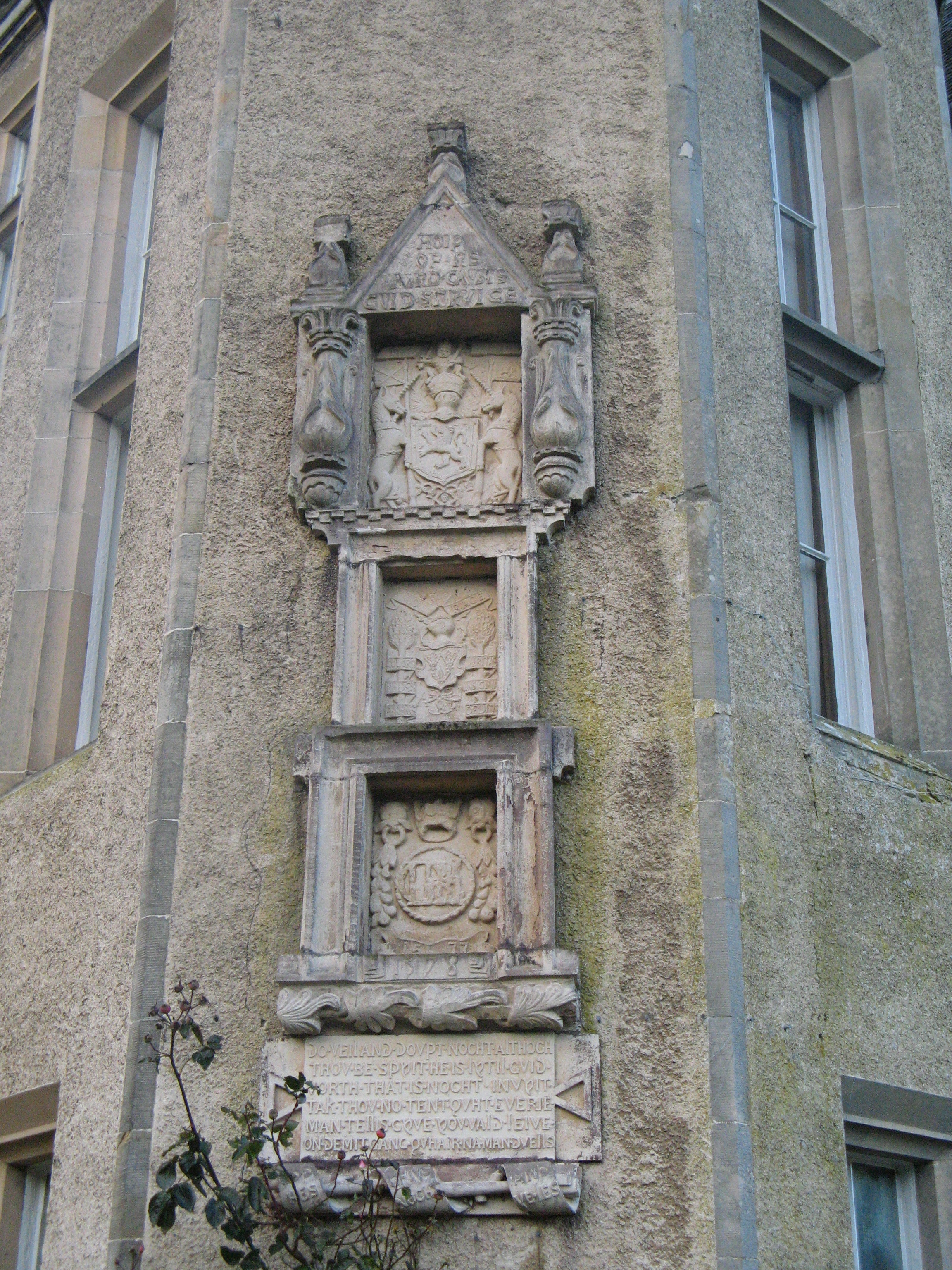
Ein Detail am vierstöckigen Turm ist ein dreifaches Wappen von 1578.

Das ursprüngliche Wohnhaus in Forglen am linken Ufer des Deveron wurde um 1346 gebaut. Das erste Gebäude war vermutlich eine Burg, wurde aber durch ein ortstypisches, mit Harl verputztes Haus ersetzt, das einen Anbau mit Turm hatte, der Ende des 18. Jahrhunderts erbaut wurde. 1839, als Sir Robert Abercromby den Architekten John Smith aus Aberdeen beauftragte, das heute Landhaus zu bauen, wurde das alte Haus abgerissen, aber einige Baumaterialien wurden erhalten und für das neue Haus verwendet. Das Landhaus wurde über den Fundamenten des vorherigen Gebäudes errichtet. Wappenschilde und Inschriften der ehemaligen Burg wurden erhalten und in einen achteckigen Turm eingesetzt.
Die Baukosten des neuen Landhauses betrugen 16.000 Pfund, was im Jahre 2012 etwa 1,4 Millionen Pfund Sterling entspricht. Der Architekturhistoriker Charles McKean verglich den Mittelturm und das Torhaus mit dem Stil von Robert Smythson und beschrieb die Konstruktion des Landhauses als „elisabethanisch-gotische Konfektion“, die „all die romantischen Aspekte vom Anfang des 19. Jahrhunderts in sich vereinigte“. Seit 22. Februar 1972 hat Historic Scotland Forglen House als historisches Bauwerk der Kategorie A gelistet.

### Äußeres
Das um einen Innenhof herum gebaute Hausa aus mit Harl verputztem, dunklem Bruchstein ist von außen eine Kombination aus elisabethanischem und jakobinischem Stil (oder neugotischem Stil), ähnlich Smiths Arbeiten an New Slains Castle. Ein weiter Innenhof in der Mitte ist von dreistöckigen Gebäuden umgeben. Im hinteren Teil des Hofes schließen Rundtürme die Treppen für die Dienerschaft ein. Ein großer Turm in elisabethanischem Stil beherbergt die Haupttreppe und sitzt ebenfalls im Hof, aber eher dessen vorderem Teil, hinter den Paraderäumen. Weitere Details außen am Haus sind kantige oder rechteckige, hervorspringende Joche, eine Reihe von stolzen Türmen mit rundem, vier- oder achteckigem Grundriss, viele unterschiedliche Giebel und zahlreiche diagonal gesetzte, steinerne Rauchfänge. Die Südostfassade ist nicht symmetrisch; ihr Haupteingang im Tudorstil sitzt nicht mittig und erstreckt sich über die Fassade hinaus. Eine Tafel, die an die Bauzeit 1839–1842 erinnert, und ein zentrales Wappen sind über dem Eingang angebracht. Es gibt auch einen achteckigen Turm an der Vorderecke des Hauses. Eine gesonderte Einfahrt führt zum außenliegenden Küchenhof im hinteren Teil der Nordwestfassade. Diese Seite des Landhauses ist einfacher gestaltet, zurückhaltender und in einen Hang gebaut. Ein länglicher, einstöckiger Anbau enthält die Strom- und Wasseranschlüsse und die Toiletten für die Dienerschaft und sorgt für zusätzliche Unterstützung des Hauses. Die Nordostfassade ist auch in architektonischer Hinsicht reservierter als die Frontfassade.

### Inneres
Die innere Ausstattung zeigt klassischen Stil, wie der Schirm mit korinthischen Säulen im Speisezimmer. Die Eingangshalle erstreckt sich über zwei Stockwerke; die Treppe liegt auf der linken Seite. Küche, Serviceeinrichtungen und Einrichtungen für die Dienerschaft befinden sich im Erdgeschoss, ebenso der Raum für die Schusswaffen, Lagerräume und Bier- und Weinkeller. Im 1. Obergeschoss gibt es eine Große Galerie, die sich über die gesamte Breite auf der Hofseite erstreckt. Ein weiterer Schirm mit korinthischen Säulen befindet sich im Treppenhaus, das von der Galerie hervorspringt. Es gibt verschiedene Trompe-l’œil-Paneele und -Kanten und die verputzten Wände sehen aus wie mit Holz verkleidet. Die Schlafgemächer wurden im 1. und 2. Obergeschoss untergebracht. Die Schlafgemächer hinter der Nordwestfassade im 3. Obergeschoss sind einfach und waren für den Gebrauch durch die Dienerschaft der Gäste bestimmt, wenn im Erdgeschoss nicht genügend Raum war. Polierter, roter Granit wurde für die Kaminsimse genutzt.

### Ausstattung Ende des 19. Jahrhunderts
Eine Beschreibung der Ausstattung des Landhauses in einer Zeitung aus dem Jahre 1895 erwähnt, das in der Eingangshalle verschiedene Jagdtrophäen ausgestellt seien. Das Geweih vom Skelett eines Elches, das man auf dem der Familie gehörenden Anwesen Fermoy ausgegraben hat, war in der Eingangshalle aufgehängt; der Abstand zwischen den Endspitzen soll mehr als 2,4 Meter betragen haben. Die Abmessungen der Großen Galerie wurden mit 38 Meter Länge, 4,56 Meter Deckenhöhe und 3 Meter Breite angegeben. Sie war in Dunkelbraun gehalten und Stahlgravierungen, Zeichnungen und alte Drucke zierten die Wände. Sie war mit alten Möbeln ausgestattet und eine Orgel war das Hauptstück darin. Einige der Räume im 1. Obergeschoss, die über die Galerie zugänglich waren, waren ein Ballsaal und ein Salon. Drei Bögen teilten die beiden Räume und an den Seiten der Bögen waren Spiegel angebracht. Seidendamast in Hellblau zierte die Wände des Ballsaales, während der Salon mit hellgrünem Satin verkleidete Wände hatte. Unter den Gemälden, die im Speisezimmer ausgestellt waren, befanden sich Familienporträts von Henry Raeburn und ein Gemälde von John Hoppner hing in der Bibliothek.

## Gärten und Park

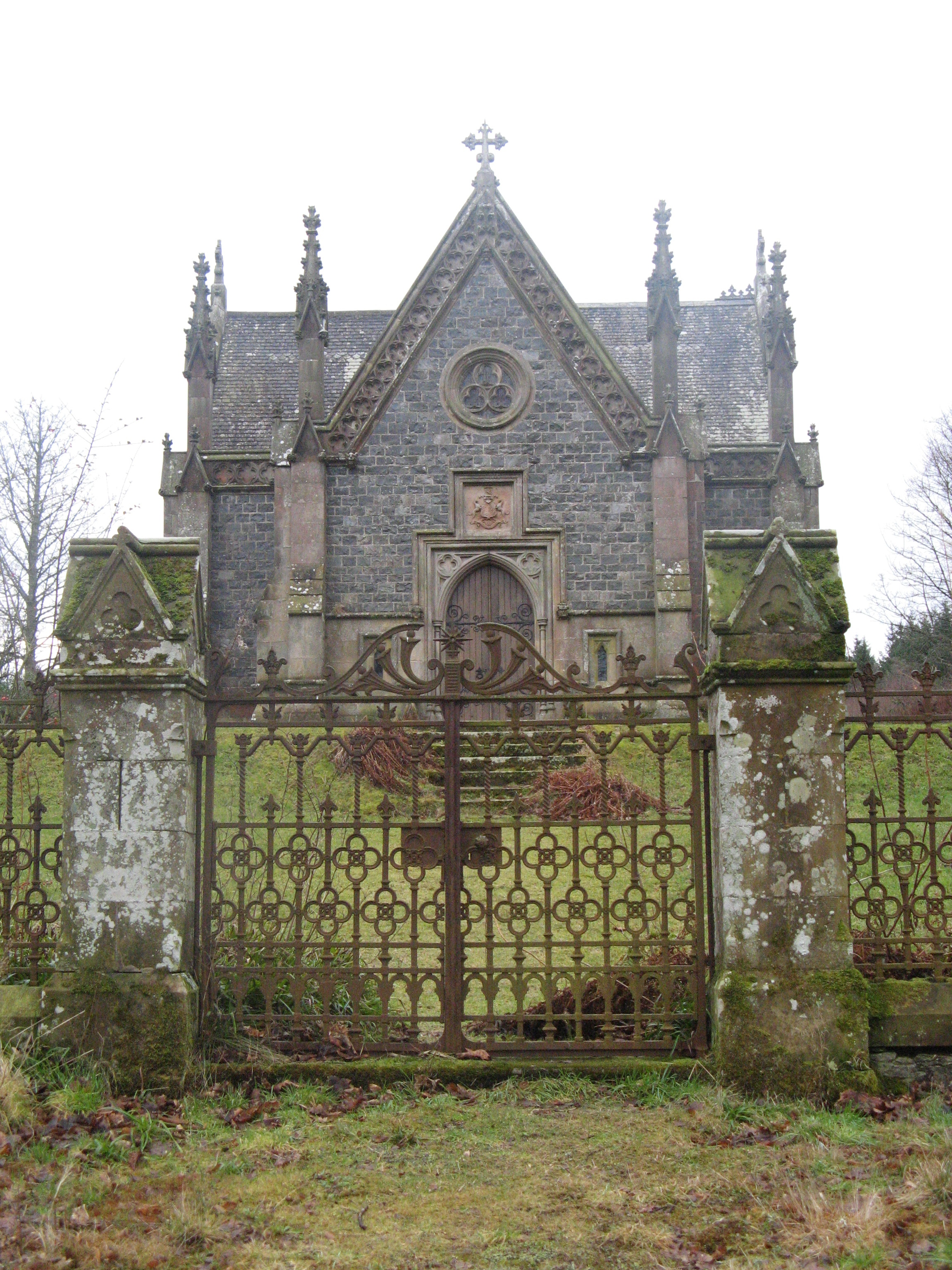
Das neugotische Mausoleum

Die Gärten und der Park wurden 2011 in das Inventory of Gardens and Designed Landscapes in Scotland aufgenommen, weil es sich um einen „runden und außergewöhnlichen Landschaftsgarten“ handelt. Als „außergewöhnlich“ in sechs von sieben Kategorien (künstlerische Gestaltung, Historie, Gartenkultur, Architektur, Dramatik und Archäologie) ist dieser Garten als sehr wichtig in der Listung der Naturerhaltung aufgeführt.
Nordwestlich des Landhauses liegt ein 15 Meter × 15 Meter großer, eingefriedeter Garten. Eingeschlossen in einer 3 Meter hohen Umfassungsmauer liegen Gewächshäuser und draußen sind etliche Anbaulager, Pflanzschuppen und ein einstöckiges Gärtnerhaus. An 15. Februar 1982 wurde dieses ebenfalls von Smith im 19. Jahrhundert entworfene Ensemble als historisches Bauwerk der Kategorie C gelistet.
Etliche andere Bauwerke auf dem Anwesen gelten als historische Bauwerke. Dazu gehören das gotische Mausoleum, das 1865 zu Kosten von 2500 Pfund fertiggestellt wurde, was 2012 einer Summe von etwa 266.000 Pfund Sterling entsprach. Der Bau in Kreuzform hat ein rundes Buntglasfenster im Frontgiebel und zeigt viele Wasserspeier und andere Steinverzierungen. Die Toten wurden auf einem Friedhof außerhalb bestattet, aber Erinnerungssteine aus Carrara-Marmor sind im Mausoleum angebracht. Die Konsolen der Deckenverkleidung aus Eichenholz sind mit Engelsfiguren verziert.
Zu den anderen historischen Bauwerken der Kategorie B gehören die Stallungen und die Remise südlich des Landhauses. Diese Gruppe von Gebäuden sollen laut Historic Scotland um 1840 erbaut worden sein, aber Miller meint, sie seien aus der Zeit des vorhergehenden Hauses. Das Taubenhaus in Ziegelbauweise vom Anfang des 19. Jahrhunderts und die östliche und nördliche Lodge von etwa 1865 sind ebenfalls historische Bauwerke der Kategorie B.
1906 wurden vom schottischen Archäologen J. Graham Callander Ausgrabungsarbeiten an einem runden Hügelgrab auf dem Anwesen, etwas mehr als 800 Meter südlich des Landhauses, durchgeführt. Der Mound in bewaldetem Gebiet namens Meadowheads Wood ist 2,1 Meter hoch und etwa 19,5 Meter breit. Etliche Relikte und Urnen wurden entdeckt, zum Beispiel drei trinkbecherartige Urnen, einige davon „von höchster Qualität“.

## Jüngste Geschichte
Landhaus und Anwesen verbleiben auch im 21. Jahrhundert in privater Hand. Die Familie Russell lässt das Landhaus innen und außen Stück für Stück restaurieren und neu ausstatten. Das Dach wurde neu mit Schindeln gedeckt und auch am Mauerwerk wurden Ersatz- und Reparaturarbeiten, Putz- und Spenglerarbeiten vorgenommen. Eine große Zahl von Räumen wird nicht mehr genutzt, insbesondere im Erdgeschoss und im 2. Obergeschoss.
Das Landhaus ist nicht öffentlich zugänglich, aber man kann über das Anwesen spazieren. Einige der Bauernhäuser werden als Ferienhäuser vermietet, auch eine der Lodges.

Galeriebilder
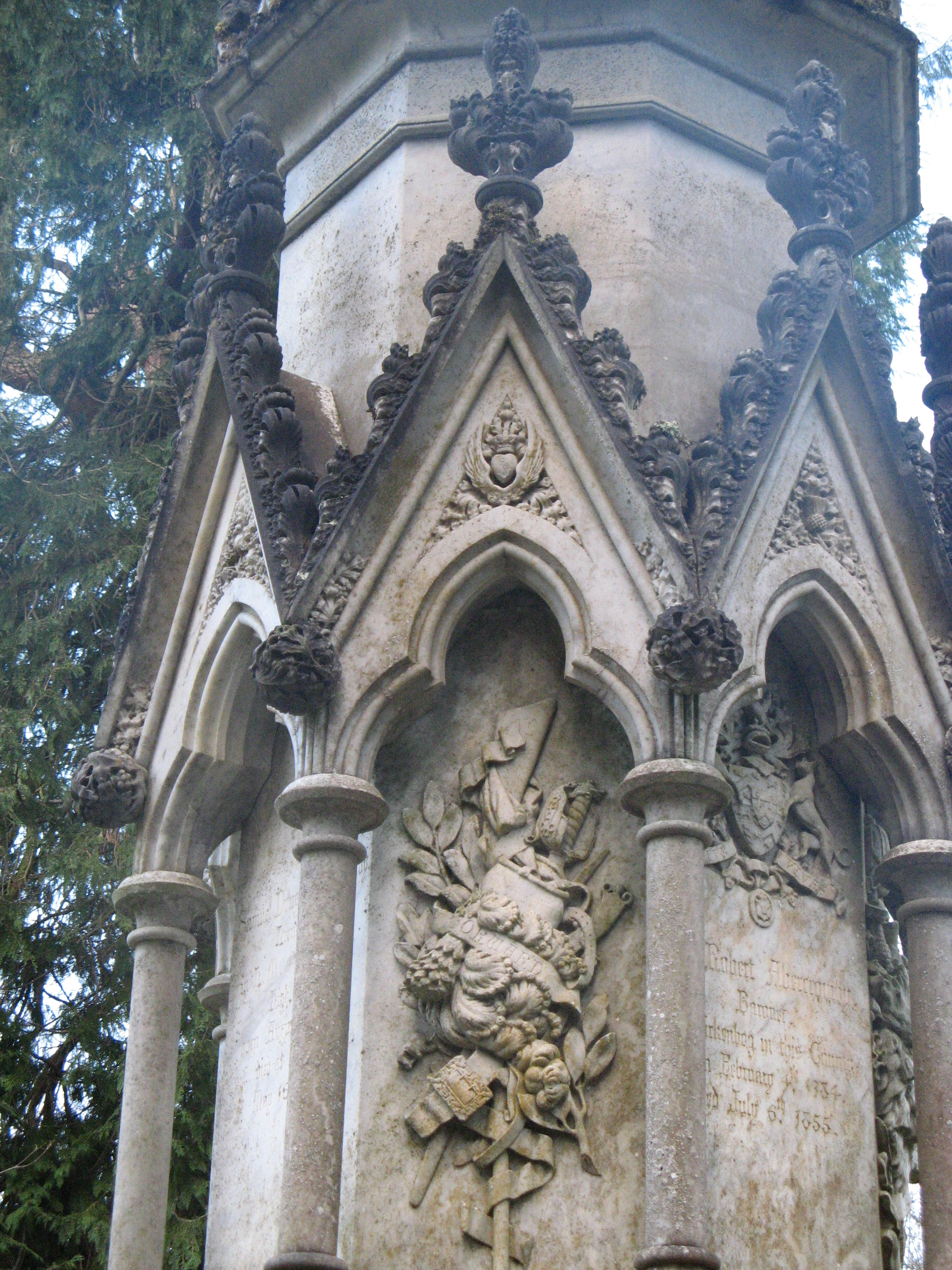
Detail am Denkmal der Abercrombys
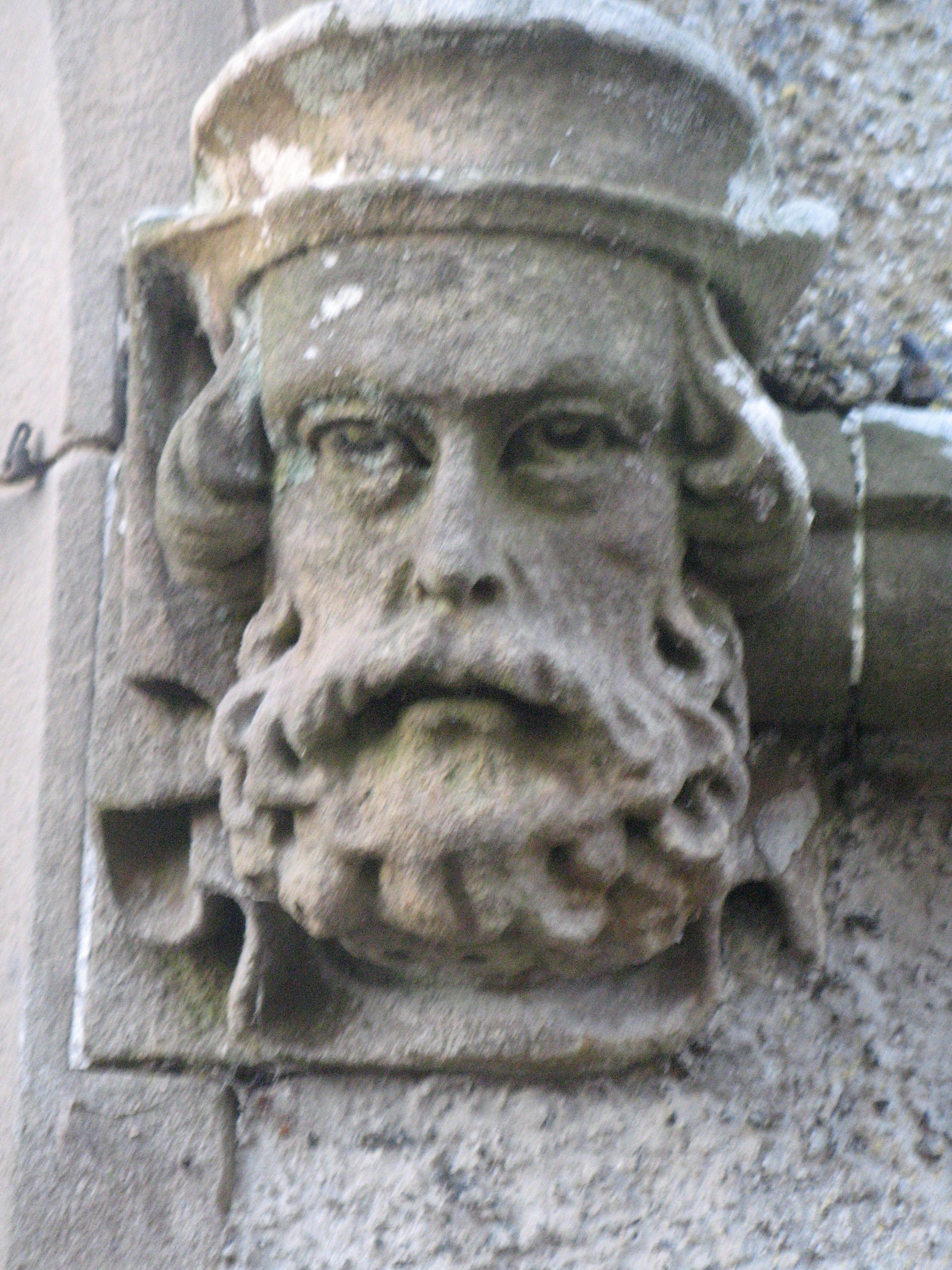
Steinverzeirung am Landhaus
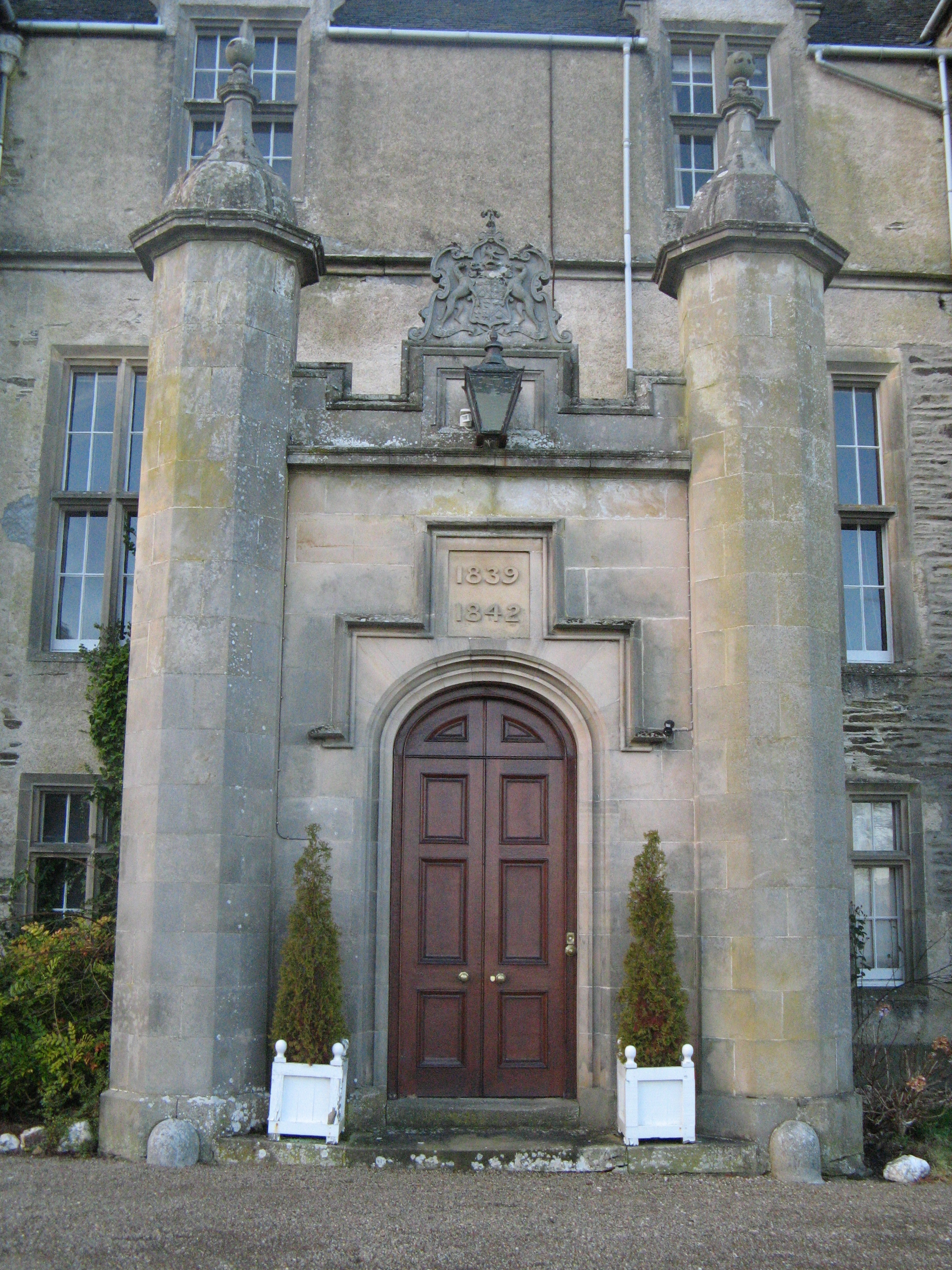
Der Haupteingang zum Landhaus ist eine Vorhalle im Tudorstil
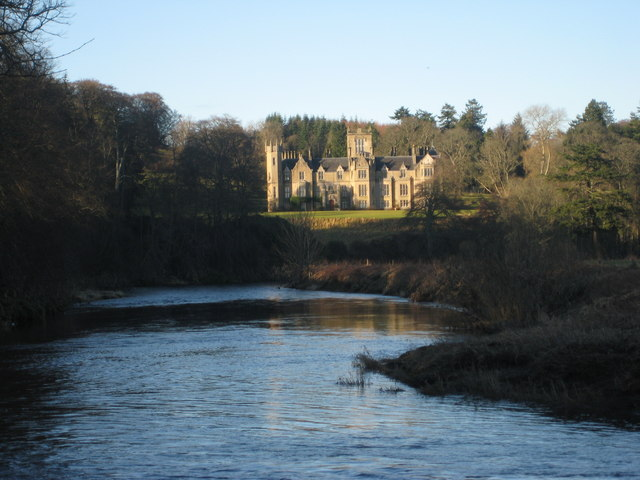
Der Deveron fließt durch das Anwesen
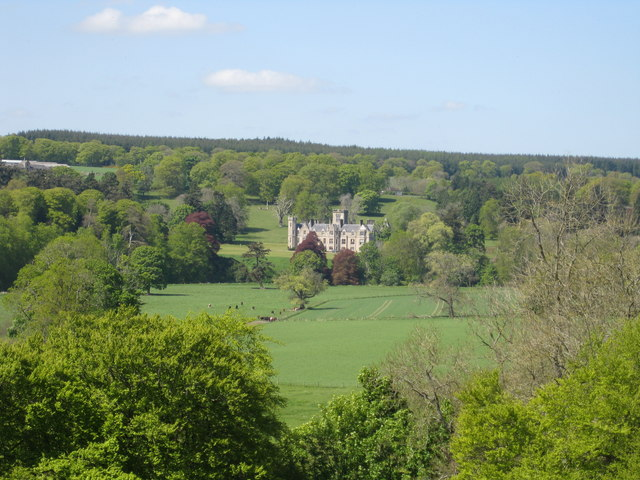
Forglen House aus der Ferne
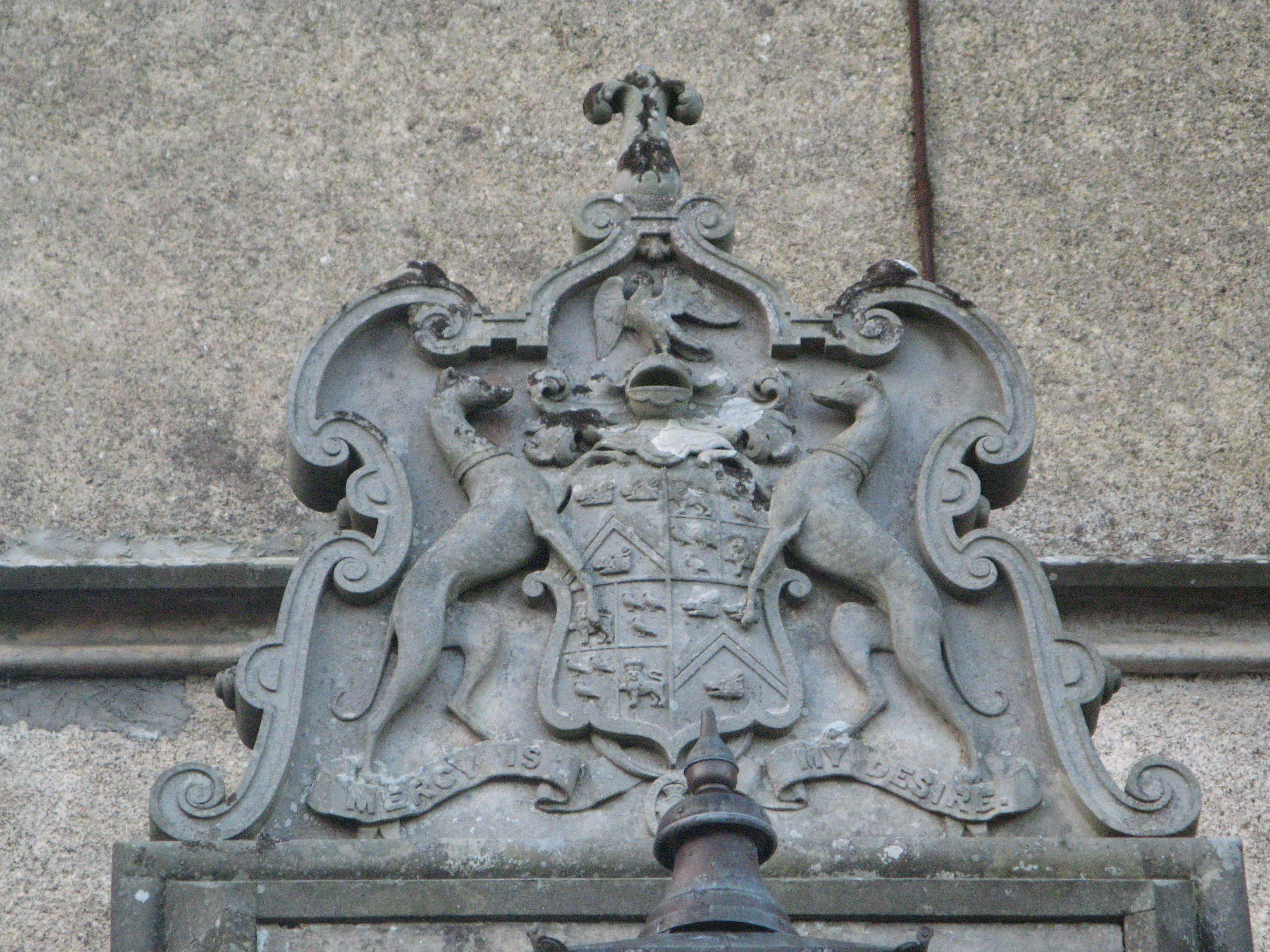
Wappen der Abercrombys über dem Eingang
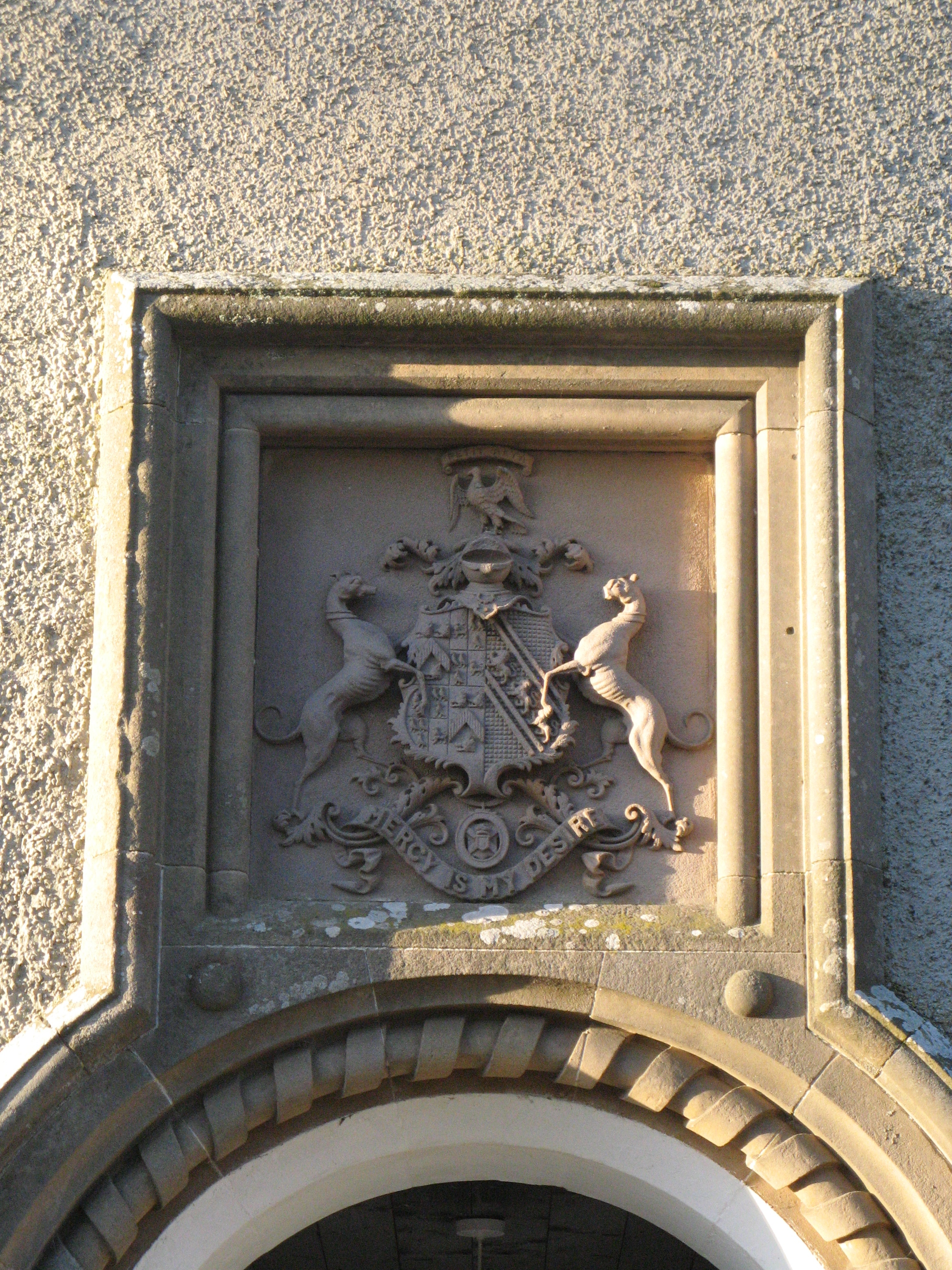
Das Wappen der Abercrombys ist auch über dem Eingang der Lodge eingesetzt.
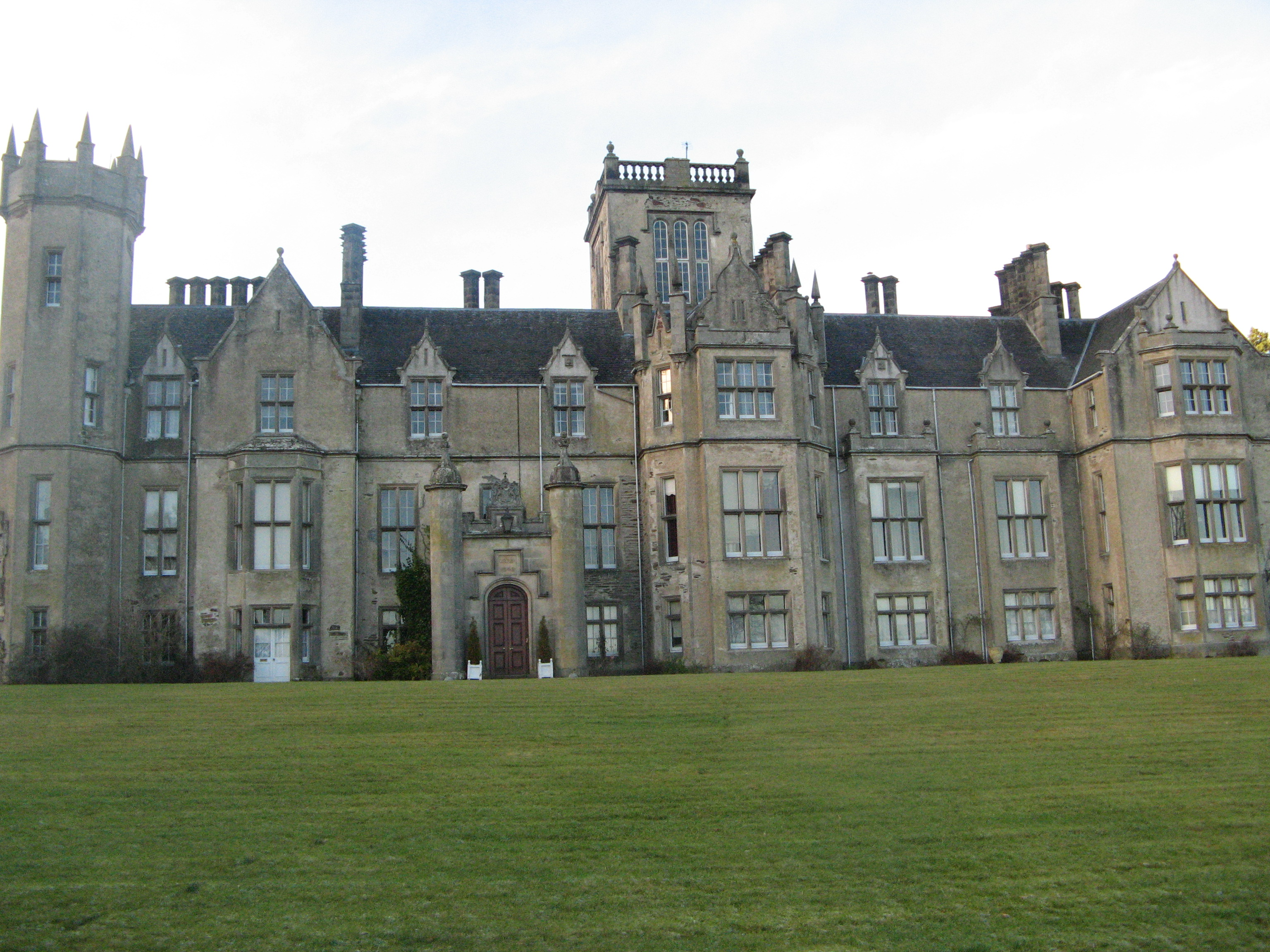
Frontfassade des Landhauses
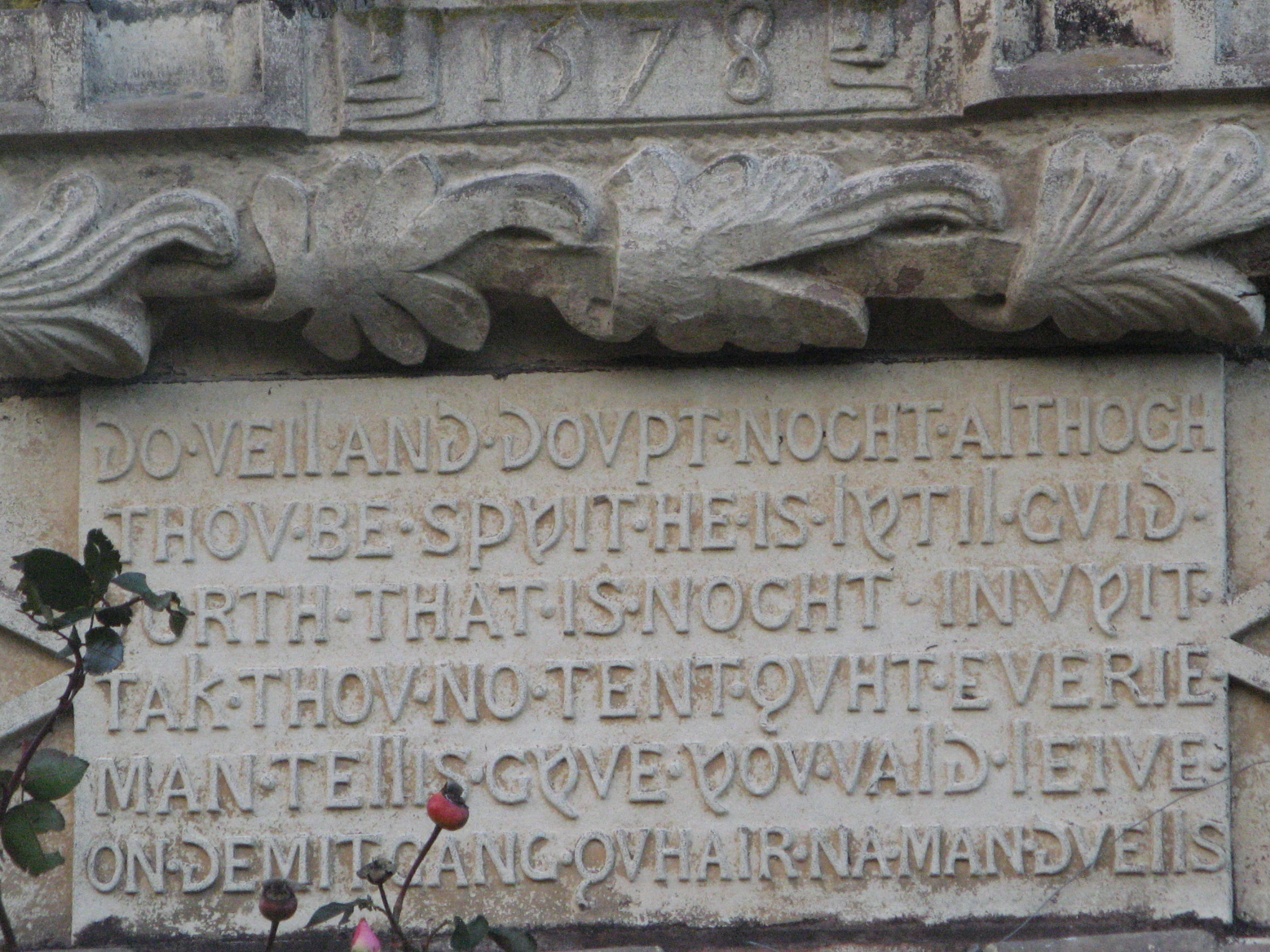
Tafel mit Inschrift unter dem Wappen in einem der Türme
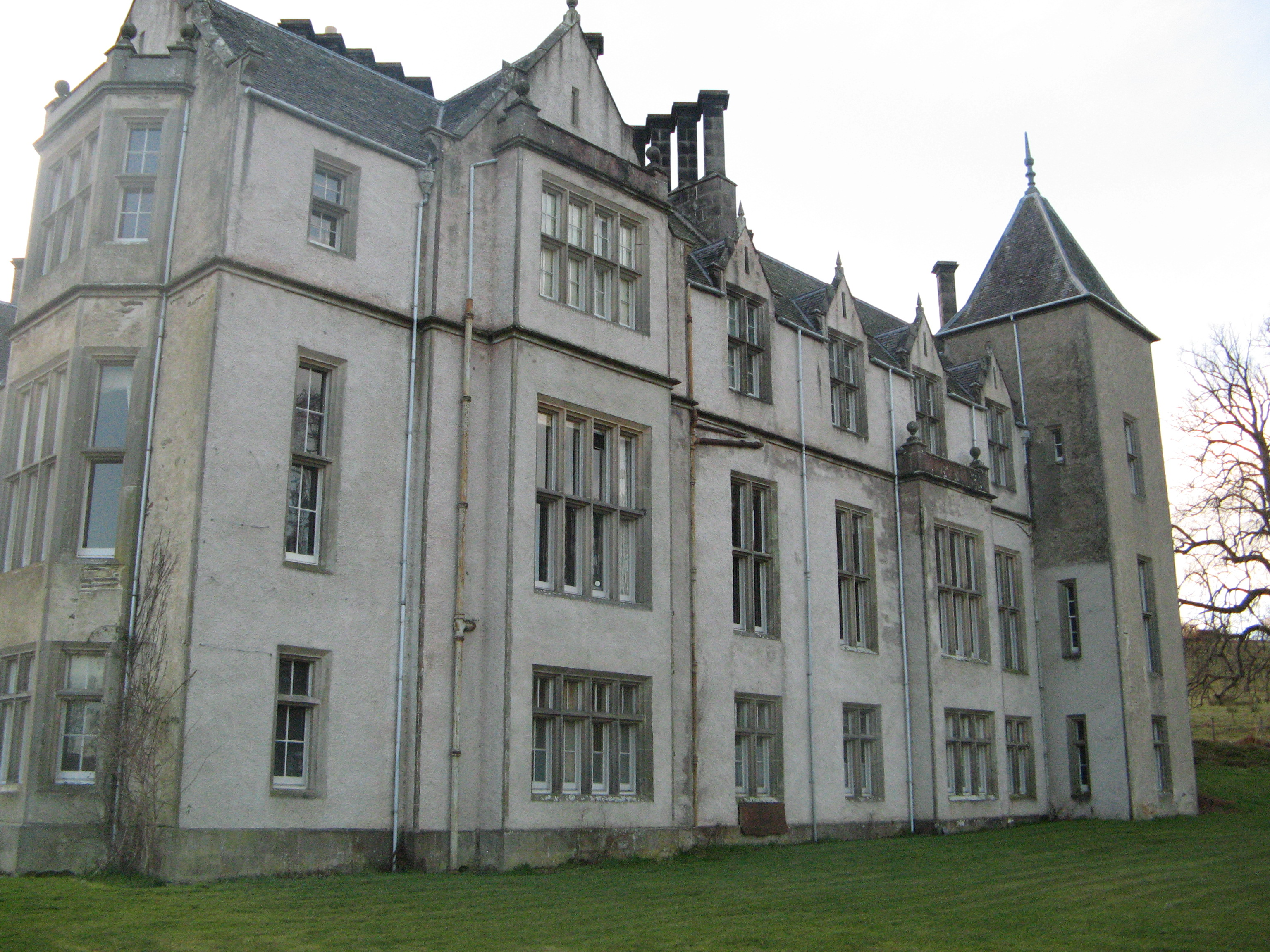
Die Nordostfassade des Landhauses ist in einfacherer Architektur gehalten.